# 靴隼雕

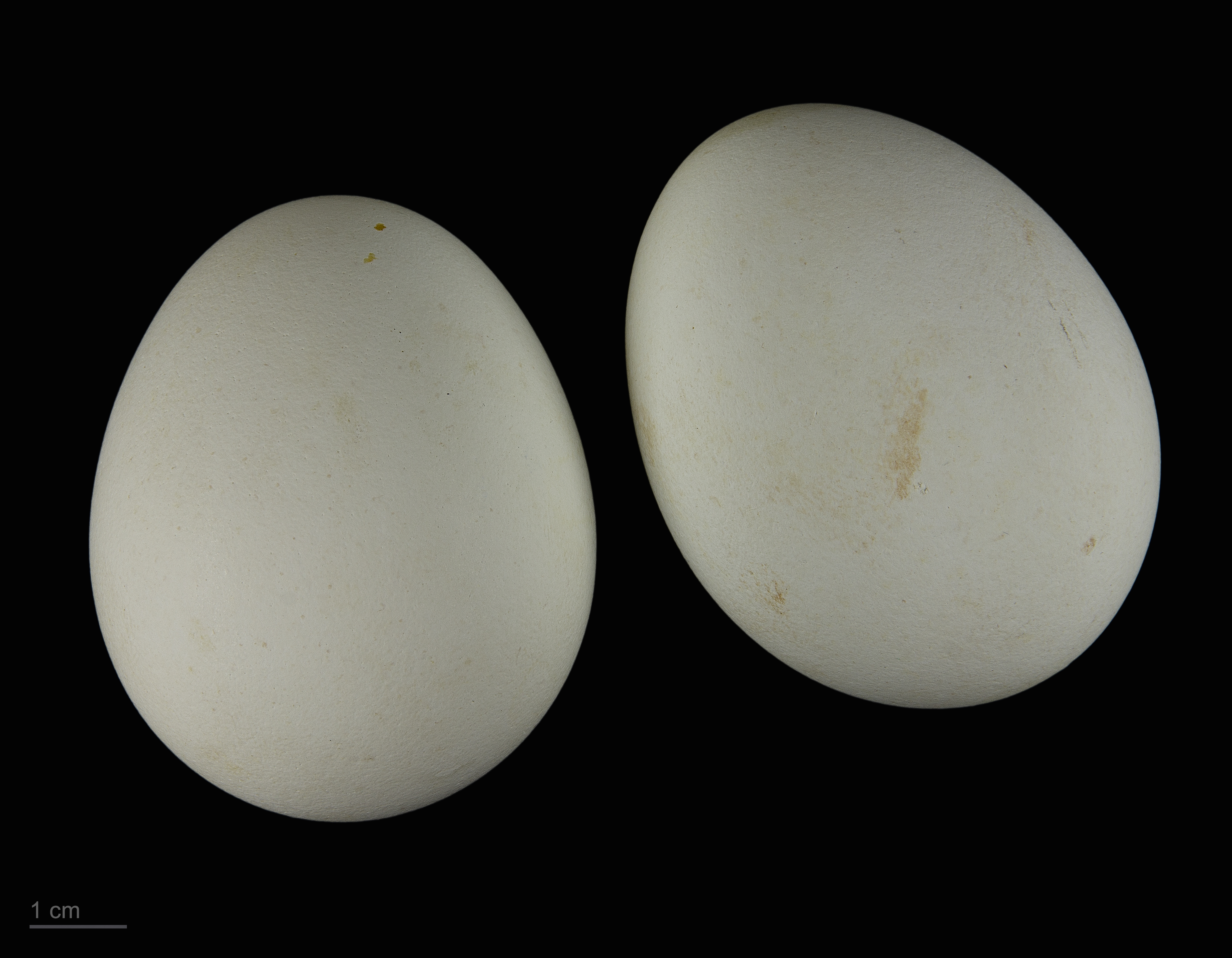
卵 Hieraaetus pennatus

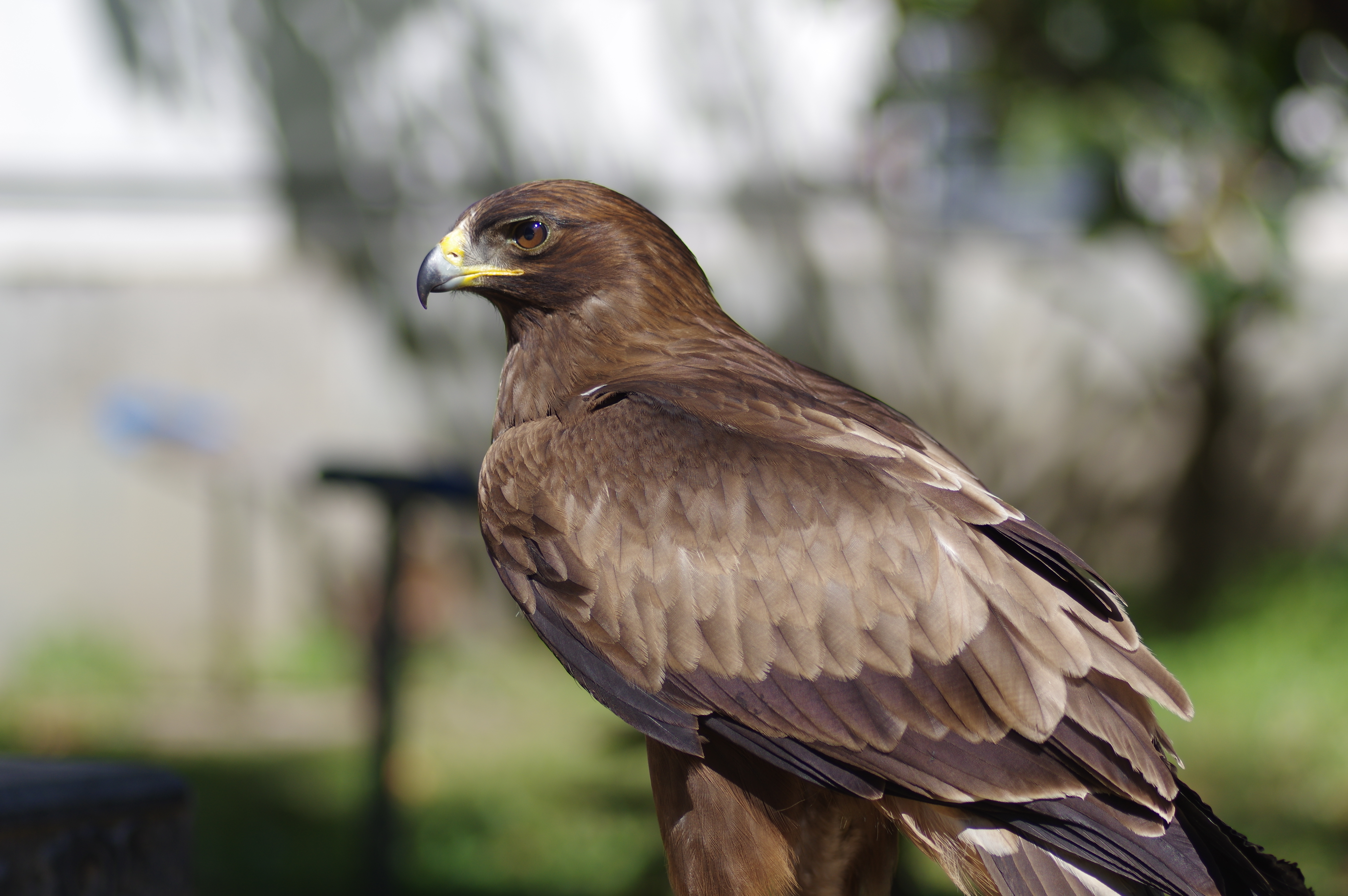
Hieraaetus pennatus

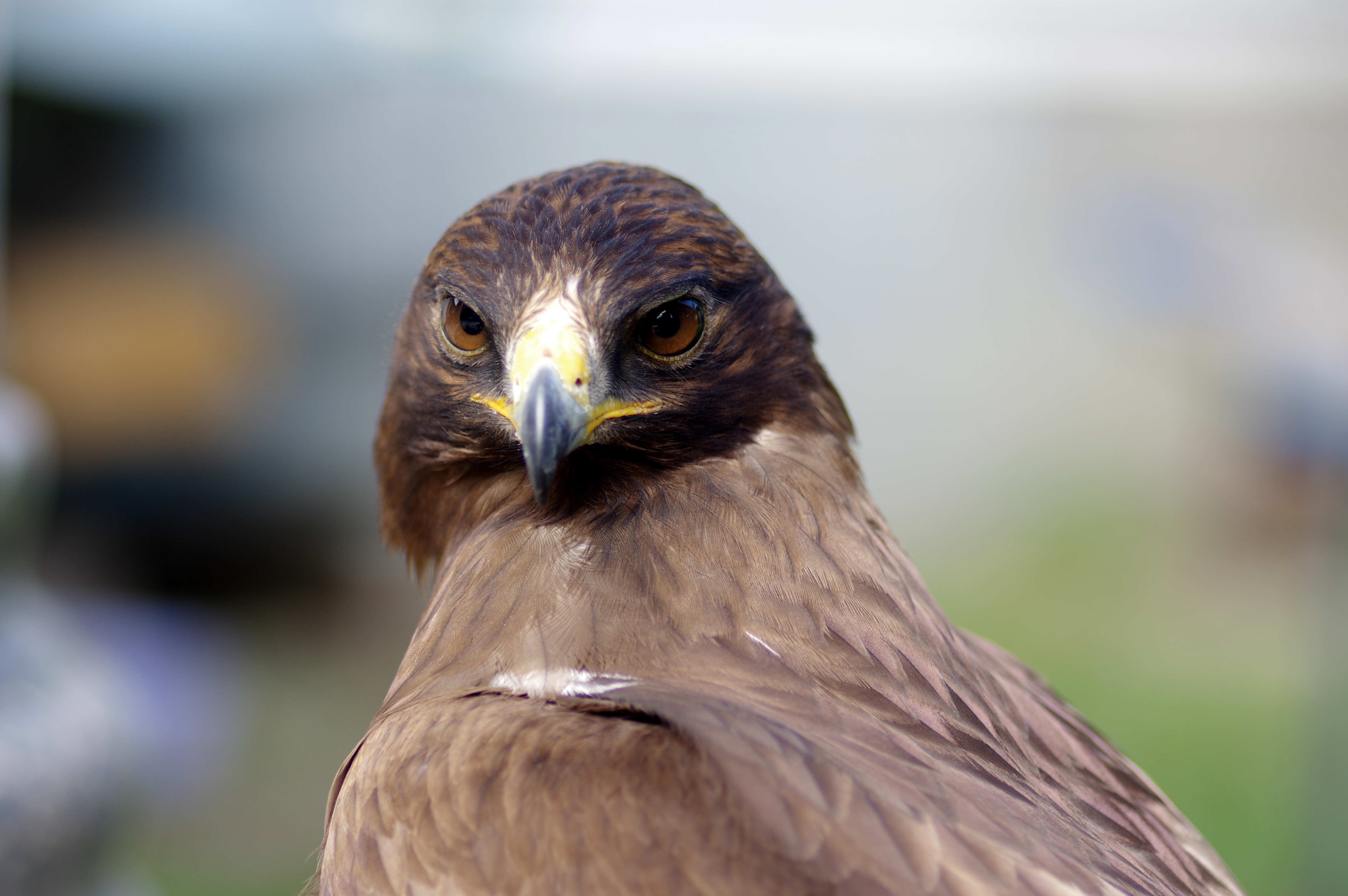
Hieraaetus pennatus

靴隼雕（學名：Hieraaetus pennatus）也称靴鵰，为鹰科隼鵰属的鸟类。多生活于森林或林地。该物种的模式产地在法国。

## 形态特征
是一種中型的猛禽，一般身長47公分（即18英吋），翼展長120公分。
牠們一般分佈在南歐洲、北非洲和亞洲，一般會選擇在樹上或在危岩的巢生蛋而每次會生下1至2顆蛋。牠們通常會捕獵哺乳類動物、爬行動物和鳥作食物。
雄性靴隼雕的重量可逾0.7公斤（即1.5磅），雌性靴隼雕的重量則接近1公斤（即超過2磅）。牠們會發出尖銳的kli-kli-kli的叫聲。

## 保护
- 中国国家重点保护动物等级：二级

## 亚种
- 靴隼鵰北方亚种（学名：Hieraaetus pennata milvoides）。在中国大陆，分布于新疆、辽宁、北京等地。该物种的模式产地在印度Trichinopoli。[2]